# Excuse Me Miss
"Excuse Me Miss" – piosenka amerykańskiego rapera Jaya-Z, pochodząca z jego wydanego w 2002 roku albumu, The Blueprint²: The Gift & the Curse. Remiks utworu, "La-La-La", został wydany na soundtracku Bad Boys II oraz, jako bonusowa piosenka, na płycie The Blueprint 2.1.
Piosenka cieszyła się popularnością na listach z muzyką R&B, a także uplasowała się na miejscu #8 notowania Hot Pop 100 w Stanach Zjednoczonych.
Teledysk, który wyreżyserował Little X, ukazał się w lutym 2003 roku.

## Lista utworów
1. "Excuse Me Miss"
2. "Heart of the City (Ain't No Love)" (na żywo)
3. "Bounce" (feat. Kanye West)